# تسالونانگ (بوتان)
تسالونانگ (به لاتین: Tshalunang) یک منطقهٔ مسکونی در بوتان (کشور) است که در استان پارو واقع شده‌است.
 تسالونانگ   ۲٬۳۸۸ متر بالاتر از سطح دریا واقع شده‌است.